# Крамный, Петр
Петр Крамный — чех, осужденный за убийство своей тридцатишестилетней жены Моники и восьмилетней дочери Клары во время отпуска в Египте. Он отбывает наказание в тюрьме Миров.
В 2024 году о Петре Крамном был создан пятисерийный документальный сериал «Дело Крамного».

## Биография
Петр Крамный работал ремонтником на автомобильном заводе Hyundai в Ношовицах.

## Смерть жены и дочери
О смерти двух чешек было сообщено 30 июля 2013 года. Тела были найдены в номере отеля Titanic Palace на египетском курорте Хургада, где семья отдыхала. По первым данным, это было пищевое отравление. По словам Крамного, накануне троица якобы заболела, поэтому приняла лекарства, привезенные из Чехии. Когда Крамный ночью зашел в ванную, он обнаружил в комнате бездыханные тела жены и дочери. Он сначала попытался их реанимировать, затем обратился на ресепшн за помощью. Однако другие свидетельства показывают, что женщины были мертвы как минимум за 10 часов до того, как Крамный позвал на помощь. Он показал, что разговаривал с женой и дочерью ранним вечером в понедельник, 30 июля 2013 года, но, согласно данным вскрытия, женщины были мертвы еще с обеда. По данным Чешского телевидения, Петр Крамный попал в больницу под капельницами, с опустошённым желудком, и на следующий день его выписали из больницы. По словам директора гостиничной больницы Хешама Хамеда, Петр Крамны был госпитализирован из-за шока, вызванного смертью жены и дочери. Однако из-за продолжающегося расследования он не смог вернуться в Чехию, а его паспорт был конфискован.
В ходе расследования Петр Крамный заявил в интервью Чешскому телевидению: «Мы весь день лежали в постели, мою жену и дочь рвало, а потом у них начался понос. (...) Я был хуже всех, меня рвало, может быть, 10-15 раз в час. Жена и дочь чувствовали себя не так плохо. (...) Я лёг рядом с дочкой и сказал ей, пусть она немного пошевелится, потому что мне не хватает места. Я схватил её за руку, а она холодная». Директор государственной больницы в Хургаде так описал состояние погибшей: «Их желудки полностью разложились из-за большого количества яда, попавшего в желудки умерших. Это яд, который превращает желудок в желеобразную консистенцию. То есть очень, очень сильный яд». Из-за этого заявления возникли предположения об использовании цианида калия или подобных ему веществ, но Петр Крамный отверг предположения о том, что он мог приложить руку к смерти жены и дочери.
Останки жены и дочери Крамных впоследствии были перевезены в Чехию, а судебно-медицинские эксперты Института судебной медицины в Остраве провели повторное вскрытие (первое было проведено в Египте). Петр Крамный остался в Египте из-за продолжающегося расследования и попросил у властей разрешения покинуть страну из-за продолжающихся беспорядков. В Египте он также дал интервью idnes.cz, в котором повторил свою уверенность в том, что его жена и дочь были отравлены.
Согласно материалам расследования, которое прислал из Египта адвокат Керолес Эззат Башир, причиной смерти стало отравление цианидами. Согласно материалам дела, подозреваемым считался Петр Крамный.
В конце октября 2013 Петр Крамный вернулся в Чехию.
В январе 2014 года египетская полиция завершила расследование всего дела, однако официального отчета чешская сторона не получила. Петр Крамный дал показания на детекторе лжи и в феврале был арестован полицией Моравско-Силезского края и обвинен в убийстве обеих женщин. Суд в Карвине впоследствии заключил Петра Крамного под стражу из-за опасений, что он может сбежать и повлиять на свидетелей.
В марте группа чешских криминалистов отправилась в Египет для расследования этого дела. Согласно их выводам и результатам чешского вскрытия (цианид не был обнаружен, а сердца у обеих женщин были деформированы), обе женщины умерли от внезапной сердечной недостаточности в результате удара электрическим током, а Петр Крамный подозревался в убийстве. В августе 2014 года расследование в Египте было приостановлено, и обвинения никому не были предъявлены. Расследование чешской полиции осложнилось и властями Египта, которые отказались допустить чехов на место преступления.
Крамный оставался под стражей до мая 2015 года, в апреле расследование было закончено. Петру Крамному было предъявлено обвинение в двойном убийстве с использованием электричества. В январе 2016 года краевой суд в Остраве приговорил его к 28 годам лишения свободы строгого режима за убийство жены и дочери. Он также должен выплатить родственникам около 9 миллионов крон. В июне 2016 года приговор был подтвержден высшим судом в Оломоуце, а финансовая компенсация была уменьшена до двух миллионов крон. В декабре того же года Петр Крамный также был признан виновным по делу о ложном обвинении полицейского, но приговор ему не был вынесен.
В июле 2018 года Петр Крамный потребовал возобновления судебного процесса. Результат разбирательства также подвергся сомнению, например, ассоциацией поддержки независимого правосудия «Шаламун».
«Шаламун» подал заявление о преступлении в виде фальсификации доказательств, но безуспешно.
В феврале 2023 года краевой суд в Остраве постановил отклонить предложение Петра Крамного о разрешении на возобновление производства. Крамный подал жалобу на это решение в высший суд в Оломоуце. Однако 22 августа 2023 года на закрытом заседании последний отклонил жалобу и тем самым окончательно подтвердил предыдущее решение.

### Внешние ссылки
- Хронология дела Петра Крамного (VoxPopuli.sk)
- Документальный сериал о деле Петра Крамного (Kauza Kramny)